# Einstein-Cartan-Theorie
Die Einstein-Cartan-Theorie (ECT, auch Einstein-Cartan-Sciama-Kibble-Theorie, ECSK-Theorie) ist eine Verallgemeinerung der Allgemeinen Relativitätstheorie auf die Riemann-Cartan-Geometrie. In der Cartan-Geometrie taucht die Torsion als zusätzlicher Freiheitsgrad auf, was in der ECT eine zusätzliche Feldgleichung ergibt. Diese zweite Feldgleichung koppelt die Torsion mit dem Spindichtetensor.
Die ECT repliziert alle Ergebnisse der allgemeinen Relativitätstheorie, sagt jedoch zusätzliche Effekte im Falle sehr hoher Spindichten voraus. Die benötigten Spindichten sind allerdings so hoch, dass die Abweichungen nur bei der Betrachtung des Urknalls relevant sind. Dementsprechend sind die Abweichungen bisher noch nicht messbar. Die ECT ist jedoch auch aus theoretischer Sicht spannend, da sie eine eichtheoretische Formulierung der Gravitation darstellt.

## Geschichte
Élie Cartan beschäftigte sich Anfang der 1920er Jahre mit den Riemannschen Mannigfaltigkeiten. Dabei erweiterte Cartan das Konzept des Zusammenhangs um die sogenannte Torsion (= Verdrehung), welche dem Zusammenhang zusätzliche Freiheitsgrade gibt. Cartan versuchte daraufhin, die Allgemeine Relativitätstheorie auf diese Cartan-Geometrie zu verallgemeinern. Die zusätzlichen Freiheitsgrade koppelte er an den Spindichtetensor. Cartan gab diese Versuche allerdings bald wieder auf, da die Abweichungen zu gering waren und das Konzept des Spins (im Sinne der Quantenfeldtheorie) noch nicht entwickelt war. Cartans Spindichtetensor war der von den Gebrüdern Francois und Eugène Cosserat entwickelte Tensor aus der Elastizitätstheorie.
Bei Überlegungen zur Vereinheitlichung von Gravitation und Elektromagnetismus versuchen Hermann Weyl und andere, das Konzept wieder aufzugreifen und die Torsion mit dem elektromagnetischen Potential zu assoziieren. Das scheiterte jedoch und Weyl entwickelte stattdessen das Konzept der Eichtheorie des Elektromagnetismus, welches später von Yang, Mills und Utiyama verallgemeinert wurde.
In den folgenden Jahren, in denen sich das Konzept der Eichtheorien als erfolgreich erwies und die Quantenfeldtheorie immer mehr Erfolge verbuchen konnte, verlor die ECT an Beachtung. Das änderte sich Anfang der 1960er Jahre, als Dennis W. Sciama und Tom Kibble die Theorie wieder verwendeten, allerdings aus einer anderen Motivation heraus: In seinem Artikel zur Yang-Mills-Theorie hatte Utiyama die Gravitation als Eichtheorie der Lorentz-Gruppe behandelt. Dabei hatte Utiyama jedoch zwei Ad-Hoc-Annahmen machen müssen, indem er den Zusammenhang als symmetrisch postuliert hatte (bzw. gesagt hatte, die antisymmetrischen Anteile verschwänden) und die Tetraden ebenfalls als symmetrisch angenommen hatte. Sciama publizierte zuerst einen Zusammenhang zwischen Spin und Gravitation, Kibble entwickelte dann die Eichtheorie der Poincaré-Gruppe (bei Kibble vollständige Lorentz-Gruppe genannt). Diese Eichtheorie ist die bis heute größtenteils anerkannte Form der ECT. Dabei erzeugt der translative Anteil die Metrik (bzw. die Tetradenfelder) und der rotierende Anteil die Torsion.
In den folgenden Jahren konnte die ECT an Beachtung gewinnen, da sie eine eichtheoretische Betrachtung der Gravitation ermöglicht. Ein Übersichtsartikel von Hehl, von der Heyde und Kerlick erschien 1976.
Ausgehend von der ECT sind auch weitere Eichtheorien in der Riemann-Cartan-Geometrie entstanden, welche noch andere Effekte vorhersagen, wie beispielsweise eine Eichtheorie mit quadratischer Lagrangedichte (gemeint ist der Ricci-Skalar).

## Torsion
Torsion als Konzept kann ausgehend von zwei Standpunkten verstanden werden: Betrachtet man eine (Pseudo-)Riemannsche Mannigfaltigkeit mit Levi-Civita-Zusammenhang (dargestellt als Christoffelsymbol {\displaystyle \{_{\mu \nu }^{\lambda }\}}), so kann man den Zusammenhang um einen antisymmetrischen Anteil erweitern {\displaystyle \Gamma _{\mu \nu }^{\lambda }=\{_{\mu \nu }^{\lambda }\}+S_{\mu \nu }^{\lambda }}, wobei {\displaystyle S_{\mu \nu }^{\lambda }} die Torsion ist. Dabei muss die Transformationsvorschrift für den Zusammenhang erhalten bleiben. Nun verlangt man, dass {\displaystyle \Gamma } immer noch die Metrizitätsbedingung erfüllt {\displaystyle \nabla _{\lambda }g_{\mu \nu }=\partial _{\lambda }g_{\mu \nu }-g_{\sigma \nu }\Gamma _{\lambda \mu }^{\sigma }-g_{\mu \sigma }\Gamma _{\lambda \nu }^{\sigma }=0}. Das {\displaystyle \nabla } bezeichnet dabei die kovariante Ableitung. Die Torsion {\displaystyle S} ist nun stets ein Tensor und wird demzufolge auch als Torsionstensor bezeichnet. Alternativ kann man die genau umgekehrte Route gehen von einer metrisch-affinen Mannigfaltigkeit ausgehen, also einer Mannigfaltigkeit, auf der Metrik und Torsion definiert sind, aber unabhängig voneinander, und dann die Metrizitätsbedingung fordern. Die Differenz zwischen Zusammenhang und Christoffelsymbol ist dann die Torsion.
Vorstellen kann man sich die Torsion als Schließfehler eines infinitesimalen Parallelogramms: Nimmt man zwei infinitesimale Vektoren {\displaystyle dx} und {\displaystyle dy} und verschiebt diese aneinander parallel, so ergibt sich nicht ganz der gleiche Punkt. Das kann dargestellt werden mit folgender Rechnung: Sei {\displaystyle A} ein Tensorskalar, so gilt {\displaystyle \nabla _{\mu }\nabla _{\nu }A-\nabla _{\nu }\nabla _{\mu }A=-2(\partial _{\sigma }A)S_{\mu \nu }^{\sigma }}. Dieser Schließfehler wird auch als Cartan-Versatz (engl. Cartan Displacement) bezeichnet.

## Feldgleichungen
Die Darstellung hier folgt Hehl, von der Heyde und Kerlick. Sei {\displaystyle {\mathfrak {L}}_{m}={\sqrt {-g}}L_{m}} die Lagrangedichte eines beliebigen Materiefeldes. Dann definieren wir mit der Kopplungskonstante {\displaystyle k}
{\displaystyle {\sqrt {-g}}k\sigma _{\mu \nu }={\frac {\delta {\mathfrak {L}}_{m}}{\delta g^{\mu \nu }}}} den symmetrischen Energie-Impuls-Tensor und
{\displaystyle {\sqrt {-g}}k\mu _{\lambda }^{\mu \nu }={\frac {\delta {\mathfrak {L}}_{m}}{\delta S_{\mu \nu }^{\lambda }}}} das Spin-Energie-Potential.
Als Lagrangedichte des Gravitationsfeldes wählen wir {\displaystyle {\mathfrak {L}}_{g}={\sqrt {-g}}R}. Das entspricht formal der Lagrangedichte der allgemeinen Relativitätstheorie, jedoch ist diese Lagrangedichte über den Ricci-Skalar der Riemann-Cartan-Mannigfaltigkeit definiert und enthält dementsprechend Anteil von der Torsion. Die Variation erfolgt wie im Fall der Allgemeinen Relativitätstheorie mithilfe der Palatiniidentität, welche im Fall eines Cartan-Zusammenhangs die Form {\displaystyle g^{\mu \nu }\delta R_{\mu \nu }=-2{\overline {S}}_{\lambda }^{\mu \nu }\delta \Gamma _{\mu \nu }^{\lambda }} annimmt. Dabei gilt {\displaystyle {\overline {S}}_{\lambda }^{\mu \nu }=S_{\lambda }^{\mu \nu }+g^{\lambda \mu }S_{\nu \sigma }^{\sigma }-g^{\lambda \nu }S_{\mu \sigma }^{\sigma }}. Als Ergebnis erhält man
{\displaystyle k\sigma ^{\mu \nu }={\frac {1}{\sqrt {-g}}}{\frac {\delta {\mathfrak {L}}_{g}}{\delta g_{\mu \nu }}}=G^{\mu \nu }-{\overset {*}{\nabla }}_{\lambda }({\overline {S}}^{\lambda \mu \nu }+{\overline {S}}^{\mu \nu \lambda }+{\overline {S}}^{\nu \mu \lambda })}
Dabei gilt {\displaystyle {\overset {*}{\nabla }}_{\lambda }=\nabla _{\lambda }-2S_{\lambda \sigma }^{\sigma }}. Die Feldgleichung für die Torsion ist gegeben durch
{\displaystyle k\mu ^{\lambda \mu \nu }={\frac {1}{\sqrt {-g}}}{\frac {\delta {\mathfrak {L}}_{g}}{\delta S_{\lambda \mu \nu }}}=-2({\overline {S}}^{\nu \mu \lambda }+{\overline {S}}^{\mu \lambda \nu }+{\overline {S}}^{\lambda \mu \nu })}
Diese Feldgleichungen werden normalerweise noch mittels des kanonischen Energie-Impuls-Tensors {\displaystyle T^{\mu \nu }=\sigma ^{\mu \nu }-{\overset {*}{\nabla }}_{\lambda }\mu ^{\mu \nu \lambda }} und des Spindichtetensors {\displaystyle \tau ^{\lambda \mu \nu }={\frac {1}{4}}(\mu ^{\mu \nu \lambda }-\mu ^{\nu \mu \lambda })} auf eine einfachere Form gebracht
{\displaystyle kT^{\mu \nu }=G^{\mu \nu }}
{\displaystyle k\tau ^{\lambda \mu \nu }={\overline {S}}^{\lambda \mu \nu }}